# 小澤酒造
小澤酒造株式会社（おざわしゅぞう、英文社名：OZAWA SHUZO CO.,LTD）は、東京都青梅市沢井に本社および工場を置く日本酒の蔵元。多摩の地酒「澤乃井」で知られる。沢井の旧地名「澤井村」が「澤乃井」ブランドの由来である。

## 概要
青梅市は東京都の多摩地域北西部に位置し、沢井は青梅市西部にある、秩父多摩甲斐国立公園に指定されており 東には二俣尾、西には御岳本町や西多摩郡奥多摩町川井、南には多摩川を挟んで柚木町、北には成木と隣接する。関東山地と武蔵野台地にまたがり、中部を多摩川が東流し、中心市街地は多摩川の谷口集落で、青梅街道の宿場町として発展した地域である。
青梅市沢井に300年以上の歴史を誇る蔵元小澤酒造がある、創業は明確ではないが、1702年（元禄15年）の古文書に記録があることから、これ以前に既に酒造業を営んでいたとされる。小澤酒造では記録で確認できる1702年（元禄15年）を会社創業としている。歴史と伝統を守りつつ、時代に合った酒造りを第23代目当主の小澤幹夫が継承している。
小澤酒造は、多摩川上流の御岳渓谷沿いの自然豊かな所に酒蔵がある。酒蔵にとって最も大切な立地条件は身近に綺麗な水が得られることで、先祖は違う仕事を営んでいたが、綺麗な水が大量に湧き出すこの場所ならと、酒造りを始めたという。小澤酒造では、敷地内の岩盤を横に掘り進んだ洞窟の奥から湧き出す中硬水と、約4km離れた山奥の井戸から採れる軟水を仕込水として使用している。
酒蔵は、創業時に建てられた蔵を修繕や増築しながら使っており、高さ2m程もある貯蔵タンクが並んでいるが木でできた桶がある。15年ほど前、創業当時から蔵の裏手に樹齢300年程の樹が2本あったが、倒木の危険があるというので1本を切ることになった。先代は酒桶に使う木桶を作ることにしたが、大きな木桶を作る職人がおらず大阪まで運んで作ってもらい、現在でも一部商品をこの木桶で造っている。
小澤酒造では、伝統的な「生酛（きもと）造り」という製法で酒を造っている。日本酒は麹の働きによって米の澱粉から糖を造り、その糖を酵母でアルコールに変えるという工程で造られるが、その過程で乳酸が必要になる。ほとんどの日本酒は人工乳酸を直接添加する「速醸酛（そくじょうもと）」という製法で造られている。小澤酒造でもほとんどは速醸酛で造っているが、銘柄「東京蔵人」は伝統的な醸造法にこだわり、乳酸菌から天然の乳酸を造る手法で造っている。

## 沿革

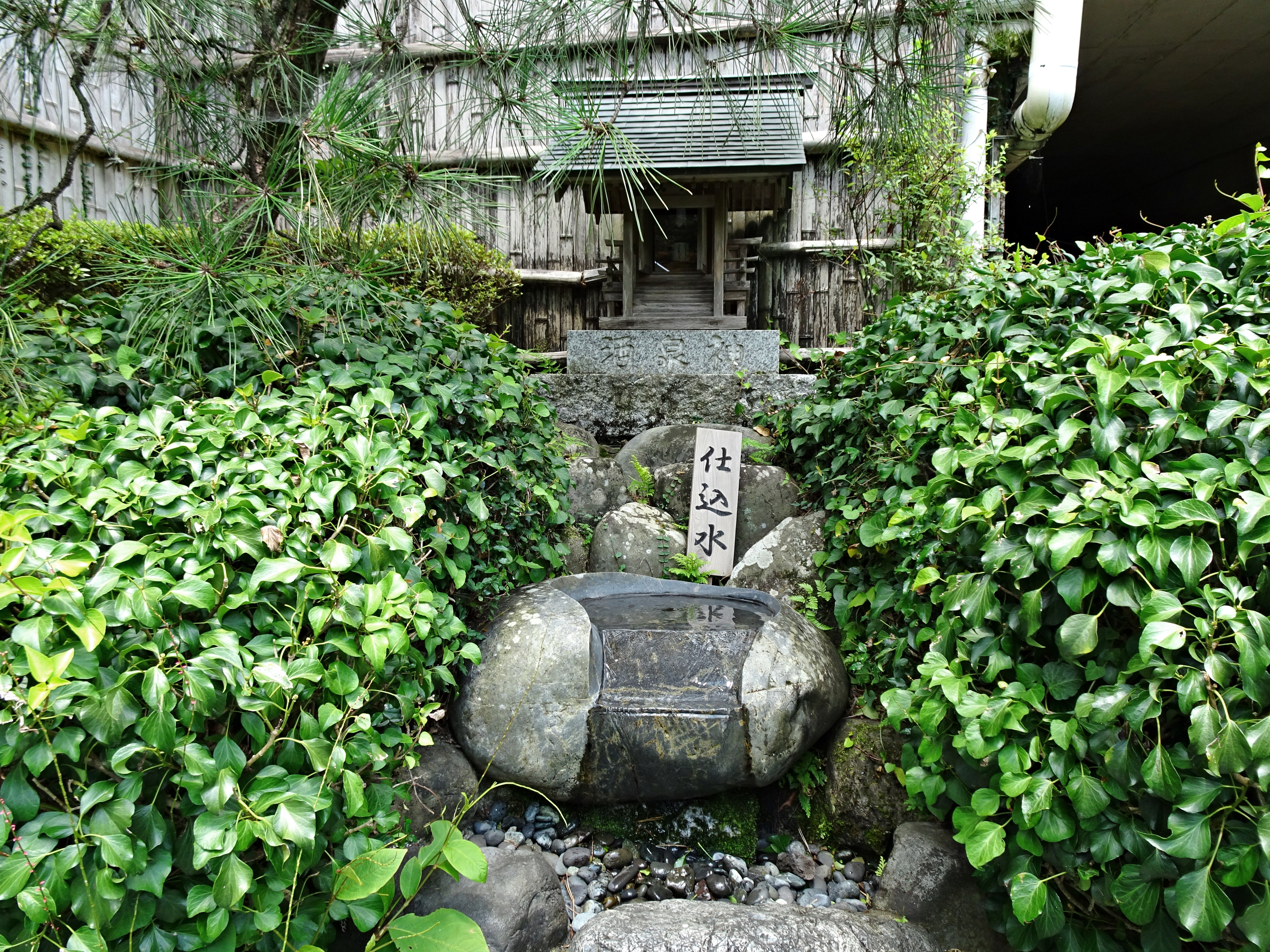
社有地から湧き出る仕込水

- 1702年（元禄15年） - 古文書より酒造業の営み確認
- 1954年（昭和29年） - 小澤順一郎（後の22代目当主）生まれる
- 1966年（昭和41年） - 酒蔵の見学を開始
- 1967年（昭和42年） - 「澤乃井園」を開設
- 1977年（昭和52年） - 特選酒を完成、発売を開始
- 1979年（昭和54年） - 「まゝごと屋」を開設
- 1984年（昭和59年） - 社員杜氏の育成開始[5]。
- 1992年（平成4年） - 小澤順一郎が22代目当主継承、「平成蔵」が完成
- 1994年（平成6年） - 「いもうとや」を開設
- 1998年（平成10年）4月 - 「澤乃井 櫛かんざし美術館」を開設
- 2000年（平成12年） - 越後杜氏の時代終わる
- 2002年（平成14年） - 樹齢300年の杉の大木3本伐採、桶作りを大阪の職人に依頼[6]
- 2003年（平成15年） - 「木桶仕込 彩は（いろは）」発売
- 2005年（平成17年） - 「パストライザー」を導入
- 2006年（平成18年） - 「わっぱ屋蔵亭」を閉店
- 2007年（平成19年） - 「豆らく」を開店
- 2016年（平成28年）11月 - JR両国駅舎内に「東京商店」オープン[7]

## 営業情報
- 定休日 - 土・日曜日・祝日、年末年始
- 営業時間 - 午前8時 - 午後5時
- 駐車場 - 有り

酒蔵見学
- 見学期間 - 5月（新緑の季節）、10・11月（紅葉の季節）は混み合うので早めに予約必要
- 定休日 - 月曜日（祝日の場合は火曜日）、年末年始
- 営業時間 - 午前10時 - 午後5時
- 見学時間 - 1回 - 午前11時、2回 - 午後1時、3回 - 午後2時、4回 - 午後3時（各回定員40名、所要時間45分）
- 見学人数 - 1名より10名以内、11名以上の団体（日時の相談必要）
- 予約申込 - 電話にて予約必要

## 美術館
小澤酒造は美術館（企業博物館）として、以下の2館を運営している。

### 澤乃井 櫛かんざし美術館
- 所在地 - 青梅市柚子町三丁目764番地
- 故岡崎智予の作品展示
- 休館日 - 月曜日（祝日の場合は火曜日）、年末年始、臨時休館日あり
- 開館時間 - 午前10時-午後5時

### 玉堂美術館
- 所在地 - 青梅市御岳一丁目75番地
- 玉堂が愛した御岳渓谷にある美術館
- 休館日 - 月曜日（祝日の場合は火曜日）、12月24日-1月4日
- 開館時間 - 3-11月 午前10時-午後5時、12-2月 午前10時-午後4時30分
- 駐車場 - 60台収容

## 関連会社
まゝごと屋
- 所在地 - 青梅市沢井二丁目748番地
- 澤乃井直営の料亭 - 自家製豆腐ゆば会席
- 定休日 - 月曜日（祝日の場合は火曜日）、年末年始
- 営業時間 - 午前11時-午後5時

いもうとや
- 所在地 - 青梅市御岳一丁目2号5番地
- 甘味喫茶
- 定休日 - 月曜日（祝日の場合は火曜日）、臨時休業あり
- 営業時間 - 喫茶・売店 午前10時30分-午後4時30分、軽食 午前11時-午後4時30分
- 駐車場 - 完備

豆らく
- 所在地 - 青梅市沢井二丁目748番地
- ままごと屋の姉妹店、豆を素材にした料理店
- 定休日 - 月曜日（祝日の場合は火曜日）、臨時休業あり
- 営業時間 - 午前11時-午後4時30分、1-2月 平日のみ午後3時

煉瓦堂朱とんぼ
- 所在地 - 青梅市沢井一丁目403番地
- バーベキュー場、レンガ加工販売
- 定休日 - 月曜日
- 営業時間 - バーベキュー 午前9時-午後4時、レンガ加工販売 午前8時-午5時

## 受賞歴
全国新酒鑑評会
- 平成17酒造年度 - 「澤乃井」金賞受賞[8]
- 平成19酒造年度 - 「澤乃井」金賞受賞[9]
- 平成24酒造年度 - 「澤乃井」金賞受賞[10]
- 平成25酒造年度 - 「澤乃井」金賞受賞[11]
- 平成26酒造年度 - 「澤乃井」金賞受賞[12]
- 平成27酒造年度 - 「澤乃井」金賞受賞[13]
- 令和2酒造年度 - 「澤乃井」金賞受賞[14]
- 令和3酒造年度 - 「澤乃井」金賞受賞[15]

## 交通アクセス
鉄道
- JR青梅線 - 沢井駅より徒歩10分

## ギャラリー
- 仕込み場を見る（2016年10月）
- 仕込み場を見る（2016年10月）
- 清流ガーデン 澤乃井園（2016年10月）
- 清流ガーデン 澤乃井園（2016年10月）
- 豆腐ゆば ままごと屋（2016年10月）
- 「Kura Master 2021」プレジデント賞受賞（2021年10月）

## 関連文献
- 『東京人』「青梅 沢井に小澤酒造を訪ねる 不思議な旅」吉村昭、東京 都市出版、1992年6月、2022年4月23日閲覧
- 『さひ銀総研レポート』「談話室 小澤酒造(株)代表取締役会長 小澤恒夫氏」岩井徹、東京 あさひ銀総合研究所、1999年1月、2022年4月23日閲覧
- 『今月の焦点』「ひと・わざ 三〇〇年の歴史を背景に、「東京の地酒」を守る 小澤順一郎さん(小澤酒造株式会社社長)」小澤 順一郎、東京 三和総合研究所、2002年3月、2022年4月23日閲覧
- 『食生活』「インタビュー 食是人生 共通認識の構築と、常に考え、努力を重ねることが向上のカギ」小澤酒造(株)代表取締役社長 小澤順一郎、東京 カザン、2003年1月、2022年4月23日閲覧
- 『タッフアドバイザー』「トレンド探訪(第14回)木桶仕込 彩は(小澤酒造株式会社)」佐々木健、東京 税務研究会、2007年5月、2022年4月23日閲覧
- 『蔵萬流』「小澤酒造 東京都青梅市 文化と共に日本酒の価値を伝え 「関東の酒」を追求する」岡山 新中野工業、2015年6月、2022年4月23日閲覧